# Chapelle Saint-Bon de Thonon-les-Bains
La chapelle Saint-Bon est une chapelle située à Thonon-les-Bains, en France.

## Localisation
La chapelle est située dans le département français de la Haute-Savoie, sur la commune de Thonon-les-Bains.

## Description
Pendant la Révolution française, le clocher de la chapelle fut détruit sous ordre d'Antoine Louis Albitte, envoyé dans les départements de l'Ain et du Mont Blanc afin de mettre en place le gouvernement révolutionnaire.

## Historique
Mentionné dès 1299, elle se situe dans le quartier de Saint-Bon, nom d'un martyr du IIIe siècle, elle se trouve accolé à une tour de l'ancienne enceinte fortifiée de Thonon-les-Bains. Elle est l'un des deniers vestiges de cette ancienne enceinte.
Elle sert dans la seconde moitié du XIVe siècle de chapelle castrale sous le vocable de Sainte-Marie ; son desservant est dom Jean Douliaux (du Lyaud) qui reçoit d'avril 1357 à avril 1389 une pension annuelle de 10 sous de gros tournois. En 1426, le service est confié aux religieux de Ripaille par Amédée VIII, duc de Savoie.
En 1431 Amédée VIII crée une rue, aujourd'hui disparu (rue Saint-Bon), en rachetant des terres attenantes à la forteresse de Thonon. Cette rue touchait la chapelle de Saint-Bon et menait jusqu'à l'actuelle rue Chante-Coq.
En 1589, elle fut partiellement détruite par les Bernois, intervenu en Savoie à la demande du roi de France Henri III, alors en conflit avec le duc de Savoie Charles-Emmanuel Ier de Savoie.
Jusqu'en 1615 la chapelle resta abandonnée, elle fut relevée par le révérend Pierre Bouverat, prêtre de la Sainte Maison.
Le 9 juillet 1617, l'évêque de Genève François de Sales la consacre sous le vocable de l'Assomption de Marie. Au cours de sa mission dans le Chablais, François de Sales aurait réalisé son premier miracle près de la chapelle, il aurait redonné la vie à un enfant mort sans baptême.
L'édifice est inscrit au titre des monuments historiques en 1936.